# Światowa Organizacja Turystyki

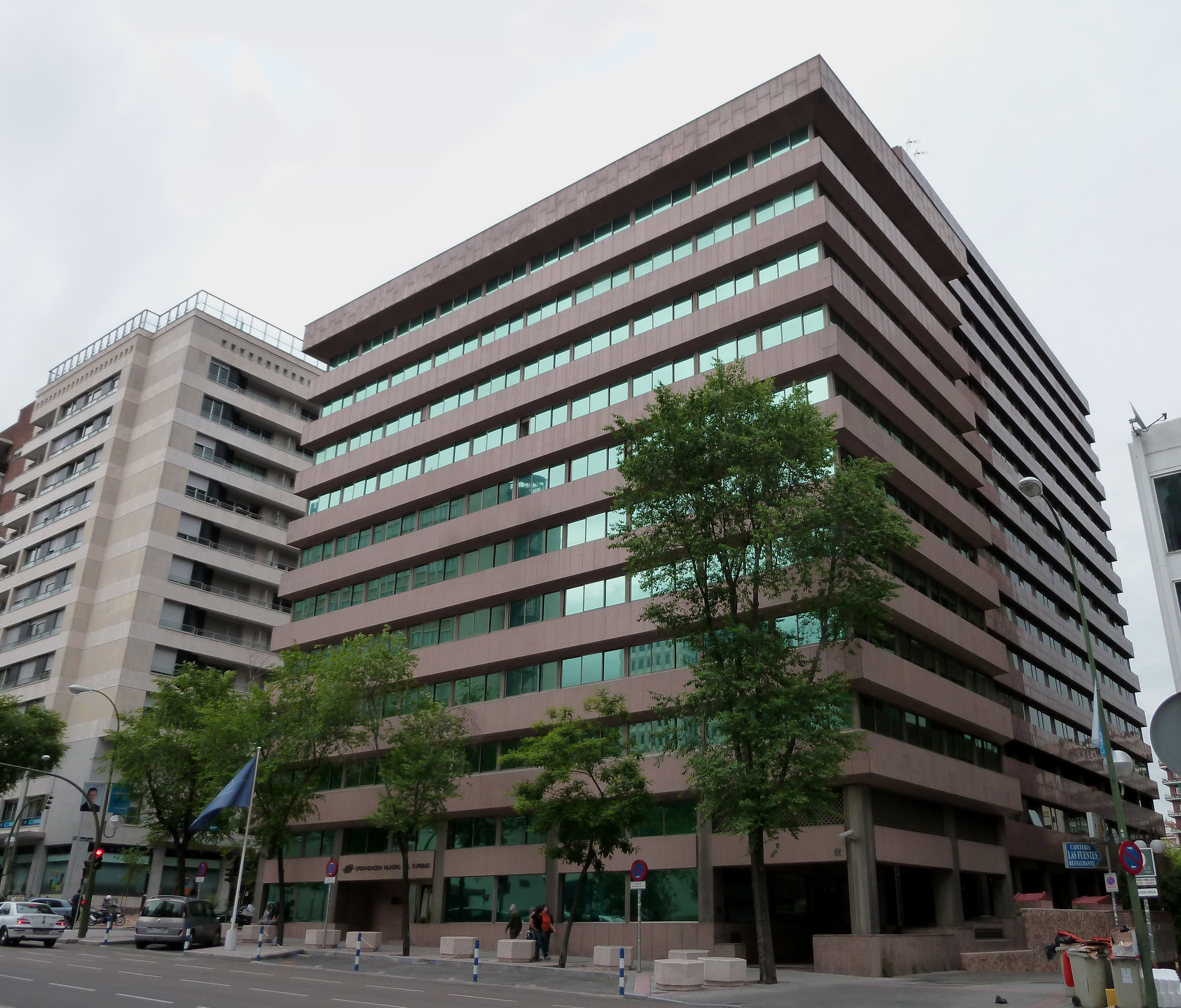
Siedziba UN Tourism w Madrycie

Światowa Organizacja Turystyki Narodów Zjednoczonych (ang. UN Tourism) – organizacja wyspecjalizowana ONZ, zajmująca się kwestiami związanymi z turystyką, m.in. statystykami ruchu turystycznego. Powstała w 1975 z przekształcenia Międzynarodowego Związku Oficjalnych Organizacji Turystycznych (International Union of Official Travel Organisations skr. UIOOT), kiedy zaczął obowiązywać jej Statut uchwalony w 1970. Jej siedziba znajduje się w Madrycie.
Polska jest członkiem Światowej Organizacji Turystyki od roku 1975, tj. od daty jej powstania, jako jedno z państw-założycieli ONZ.
ŚOT należy do jednych z najważniejszych organizacji międzynarodowych. W 2019 zrzeszała 159 państw reprezentowanych przez turystyczne organizacje rządowe.
Z powodu częstego mylenia World Tourism Organization z World Trade Organization (Światowa Organizacja Handlu), Zgromadzenie Generalne ONZ postanowiło zmienić skrót na UNWTO (jego pierwsze litery oznaczają United Nations). W 2024 roku organizacja zmieniła nazwę na UN Tourism.
Zgodnie z decyzją organizacji w 1979 roku dzień 27 września został ustanowiony jako Światowy Dzień Turystyki, na pamiątkę przyjęcia statutu Organizacji, co nastąpiło 27 września 1970 roku.

## Najważniejsze i podstawowe obszary działalności
Program działań UN Tourism pogrupowany jest na 6 kategorii, za które odpowiadają poszczególne sekcje:
- współpraca dla rozwoju;
- statystyka, ekonomia, analizy i badania rynkowe;
- środowisko naturalne i planowanie;
- jakość usług turystycznych;
- rozwój zasobów ludzkich;
- komunikacja i dokumentacja.

## Cele Organizacji
UN Tourism odgrywa ważną rolę w promowaniu rozwoju odpowiedzialnej, zrównoważonej i uniwersalnie dostępnej turystyki, poświęcając szczególną uwagę interesom krajów rozwijających się.
Organizacja wspiera wdrożenie światowego kodeksu etycznego dla turystyki. Jej celem jest wspieranie wzrostu ekonomicznego, z zastrzeżeniem, że kraje członkowskie, ośrodki turystyczne i sektor biznesowy, dążąc do maksymalizacji zysków, będą jednocześnie ograniczać ewentualne negatywne efekty rozwoju przemysłu turystycznego. UN Tourism zwraca uwagę, że rozwój turystyki powinien respektować lokalne warunki społeczne, kulturowe i środowiskowe, a także przyczyniać się do wzajemnego zrozumienia, pokoju i szacunku dla uniwersalnych praw i wolności człowieka.
UN Tourism uczestniczy w realizacji United Nations Millennium Development Goals - programu redukcji ubóstwa i wsparcia zrównoważonego rozwoju.